# World Poker Tour seizoen 6
Een overzicht van de evenementen uit het zesde seizoen van de World Poker Tour (WPT) en resultaten van de hoofdtoernooien daarvan. De winnaars hiervan schrijven naast het prijzengeld een officiële WPT-titel op hun naam:

### Mirage Poker Showdown
- Casino: The Mirage, Las Vegas
- Buy-in: $10.000,-
- Datum: 19 mei t/m 23 mei 2007
- Aantal deelnemers: 309
- Totaal prijzengeld: $2.907.381,-
- Aantal uitbetalingen: 27

| Positie | Naam            | Prijs        |
| ------- | --------------- | ------------ |
| 1ste    | Jonathan Little | $1.091.295,- |
| 2de     | Cory Carroll    | $561.369,-   |
| 3de     | Darrell Dicken  | $259.369,-   |
| 4de     | Richard Kirsch  | $172.912,-   |
| 5de     | Phil Ivey       | $129.684,-   |
| 6de     | Amnon Filippi   | $100.865,-   |

### Mandalay Bay Poker Championship
- Casino: Mandalay Bay, Las Vegas
- Buy-in: $10.000,-
- Datum: 29 mei t/m 2 juni 2007
- Aantal deelnemers: 228
- Totaal prijzengeld: $2.211.600,-
- Aantal uitbetalingen: 27

| Positie | Naam             | Prijs      |
| ------- | ---------------- | ---------- |
| 1ste    | Shawn Buchanan   | $768.775,- |
| 2de     | Jared Hamby      | $459.080,- |
| 3de     | David Levi       | $229.540,- |
| 4de     | Thayer Rasmussen | $131.170,- |
| 5de     | David Haddad     | $98.375,-  |
| 6de     | Danny Wong       | $76.515,-  |

### Bellagio Cup III
- Casino: Bellagio, Las Vegas
- Buy-in: $10.000,-
- Datum: 10 juli t/m 15 juli 2007
- Aantal deelnemers: 535
- Totaal prijzengeld: $5.189.500
- Aantal uitbetalingen: 100,-

| Positie | Naam               | Prijs        |
| ------- | ------------------ | ------------ |
| 1ste    | Kevin Saul         | $1.342.320,- |
| 2de     | Mike Matusow       | $671.320,-   |
| 3de     | Danny Wong         | $361.480,-   |
| 4de     | Shane Schleger     | $232.490,-   |
| 5de     | Eric Panayioyou    | $154.920,-   |
| 6de     | Constantin Puckhov | $103.280,-   |

### Legends of Poker
- Casino: Bicycle Casino, Los Angeles
- Buy-in: $10.000,-
- Datum: 25 augustus t/m 30 augustus 2007
- Aantal deelnemers: 485
- Totaal prijzengeld: $4.607.500,-
- Aantal uitbetalingen: 45

| Positie | Naam            | Prijs        |
| ------- | --------------- | ------------ |
| 1ste    | Dan Harrington  | $1.599.865,- |
| 2de     | David Pham      | $800.185,-   |
| 3de     | Thu Nguyen      | $388.660,-   |
| 4de     | Tom Schneider   | $228.625,-   |
| 5de     | Michael McClain | $182.900,-   |
| 6de     | Shi Jia Liu     | $137.175,-   |

### Gulf Coast Poker Championship
- Casino: Beau Rivage, Biloxi
- Buy-in: $10.000,-
- Datum: 6 september t/m 9 september 2007
- Aantal deelnemers: 256
- Totaal prijzengeld: $2.463.200,-
- Aantal uitbetalingen: 27

| Positie | Naam          | Prijs      |
| ------- | ------------- | ---------- |
| 1ste    | Bill Edler    | $747.615,- |
| 2de     | David Robbins | $411.185,- |
| 3de     | Hank Sitton   | $216.768,- |
| 4de     | John Davidson | $163.540,- |
| 5de     | Tim Frazin    | $140.177,- |
| 6de     | Tom Franklin  | $120.814,- |

### Borgata Poker Open
- Casino: Borgata, Atlantic City
- Buy-in: $10.000,-
- Datum: 16 september t/m 20 september 2007
- Aantal deelnemers: 560
- Totaal prijzengeld: $5.432.000,-
- Aantal uitbetalingen: 54

| Positie | Naam                | Prijs        |
| ------- | ------------------- | ------------ |
| 1ste    | Roy Winston         | $1.575.280,- |
| 2de     | Heung Yoon          | $832.725,-   |
| 3de     | Haralabos Voulgaris | $434.560,-   |
| 4de     | Mark Weitzman       | $380.240,-   |
| 5de     | Eugene Todd         | $325.920,-   |
| 6de     | Mike Matusow        | $271.280,-   |

### Turks & Caicos Poker Classic
- Casino: Players Club, Turks- en Caicoseilanden
- Buy-in: $7.500,-
- Datum: 26 september t/m 30 september 2007
- Aantal deelnemers: 137
- Totaal prijzengeld: $996.675,-
- Aantal uitbetalingen: 10

| Positie | Naam            | Prijs      |
| ------- | --------------- | ---------- |
| 1ste    | Rhynie Campbell | $436.675,- |
| 2de     | Erik Cajelais   | $225.000,- |
| 3de     | Alan Sass       | $125.000,- |
| 4de     | Chris Smith     | $70.000,-  |
| 5de     | Trevor Hebert   | $50.000,-  |
| 6de     | Nam Le          | $30.000,-  |

### Spanish Championship
- Casino: Casino Barcelona, Barcelona
- Buy-in: €7.500,-
- Datum: 11 oktober t/m 16 oktober 2007
- Aantal deelnemers: 226
- Totaal prijzengeld: €1.665.500,-
- Aantal uitbetalingen: 27

| Positie | Naam                | Prijs                   |
| ------- | ------------------- | ----------------------- |
| 1ste    | Markus Lehmann      | €537.000,- ($789.592,-) |
| 2de     | Ludovic Lacay       | €295.200,- ($414.747,-) |
| 3de     | Christer Johansson  | €151.000,- ($212.150,-) |
| 4de     | Steve Sung          | €117.400,- ($164.943,-) |
| 5de     | Gus Hansen          | €100.600,- ($141.340,-) |
| 6de     | Vladimir Poleshchuk | €83.900,- ($117.877,-)  |

### North American Poker Championship
- Casino: Fallsview Casino Resort, Niagara Falls
- Buy-in: $10.000,-
- Datum: 20 oktober t/m 2 november 2007
- Aantal deelnemers: 504
- Totaal prijzengeld: C$5.133.335,- (US$5.305.060,-)
- Aantal uitbetalingen: 45

| Positie | Naam             | Prijs                          |
| ------- | ---------------- | ------------------------------ |
| 1ste    | Scott Clements   | C$1.456.585,- (US$1.505.312,-) |
| 2de     | Jonathan Little  | C$714.905,- (US$738.821,-)     |
| 3de     | David Cloutier   | C$372.772,- (US$385.242,-)     |
| 4de     | Barry Greenstein | C$306.388,- (US$316.638,-)     |
| 5de     | Kofi Farkye      | C$229.791,- (US$237.478,-)     |
| 6de     | Jeff Garza       | C$178.727,- (US$184.706,-)     |

### World Poker Finals
- Casino: Foxwoods, Mashantucket (Connecticut)
- Buy-in: $10.000,-
- Datum: 7 november t/m 13 november 2007
- Aantal deelnemers: 575
- Totaal prijzengeld: $5.404.075,-
- Aantal uitbetalingen: 50

| Positie | Naam          | Prijs        |
| ------- | ------------- | ------------ |
| 1ste    | Mike Vela     | $1.704.986,- |
| 2de     | Nick Schulman | $864.652,-   |
| 3de     | Nenad Medić   | $486.367,-   |
| 4de     | Tom Dwan      | $324.244,-   |
| 5de     | Michael White | $243.184,-   |
| 6de     | Mark Weitzman | $189.142,-   |

### Doyle Brunson Classic Championship
- Casino: Bellagio, Las Vegas
- Buy-in: $15.000,-
- Datum: 12 december t/m 18 december 2007
- Aantal deelnemers: 626
- Totaal prijzengeld: $9.390.000,-
- Aantal uitbetalingen: 100

| Positie | Naam             | Prijs        |
| ------- | ---------------- | ------------ |
| 1ste    | Eugene Katchalov | $2.482.605,- |
| 2de     | Ted Kearly       | $1.252.640,- |
| 3de     | Dave Ulliott     | $674.500,-   |
| 4de     | Kenneth Rosen    | $433.675,-   |
| 5de     | Jordan Rich      | $289.070,-   |
| 6de     | Ryan Daut        | $192.715,-   |

### World Poker Open
- Casino: Gold Strike Resort and Casino, Tunica
- Buy-in: $10.000,-
- Datum: 20 januari t/m 24 januari 2008
- Aantal deelnemers: 259
- Totaal prijzengeld: $2.512.300,-
- Aantal uitbetalingen: 27

| Positie | Naam              | Prijs      |
| ------- | ----------------- | ---------- |
| 1ste    | Brett Faustman    | $892.413,- |
| 2de     | Hoyt Corkins      | $458.267,- |
| 3de     | Men Nguyen        | $241.193,- |
| 4de     | Freddy Deeb       | $168.835,- |
| 5de     | Gabe Costner      | $123.008,- |
| 6de     | John Spadavecchia | $96.477,-  |

### Borgata Winter Open
- Casino: Borgata, Atlantic City
- Buy-in: $10.000,-
- Datum: 27 januari t/m 31 januari 2008
- Aantal deelnemers: 507
- Totaal prijzengeld: $4.917.900,-
- Aantal uitbetalingen: 54

| Positie | Naam          | Prijs        |
| ------- | ------------- | ------------ |
| 1ste    | Gavin Griffin | $1.401.109,- |
| 2de     | David Tran    | $737.685,-   |
| 3de     | Thomas Hare   | $381.137,-   |
| 4de     | Noah Schwartz | $331.958,-   |
| 5de     | Lee Watkinson | $282.779,-   |
| 6de     | Ervin Prifti  | $233.600,-   |

### L.A. Poker Classic
- Casino: Commerce Casino, Los Angeles
- Buy-in: $10.000,-
- Datum: 23 februari t/m 28 februari 2008
- Aantal deelnemers: 665
- Totaal prijzengeld: $6.288.000,-
- Aantal uitbetalingen: 63

| Positie | Naam             | Prijs        |
| ------- | ---------------- | ------------ |
| 1ste    | Phil Ivey        | $1.596.100,- |
| 2de     | Quinn Do         | $909.400,-   |
| 3de     | Charles Moore    | $625.630,-   |
| 4de     | Nam Le           | $411.770,-   |
| 5de     | Scott Montgomery | $296.860,-   |
| 6de     | Phil Hellmuth    | $229.820,-   |

### Bay 101 Shooting Star
- Casino: Bay 101, San José
- Buy-in: $10.000,-
- Datum: 10 maart t/m 14 maart 2008
- Aantal deelnemers: 376
- Totaal prijzengeld: $3.336.000,-
- Aantal uitbetalingen: 45

| Positie | Naam            | Prijs        |
| ------- | --------------- | ------------ |
| 1ste    | Brandon Cantu   | $1.000.000,- |
| 2de     | Steve Sung      | $585.000,-   |
| 3de     | Jennifer Harman | $330.000,-   |
| 4de     | Noah Jefferson  | $265.000,-   |
| 5de     | Michael Baker   | $200.000,-   |
| 6de     | John Phan       | $135.000,-   |

### World Poker Challenge
- Casino: Reno Hilton, Reno
- Buy-in: $7.500,-
- Datum: 25 maart t/m 28 maart 2008
- Aantal deelnemers: 261
- Totaal prijzengeld: $1.873.275,-
- Aantal uitbetalingen: 27

| Positie | Naam             | Prijs      |
| ------- | ---------------- | ---------- |
| 1ste    | Lee Markholt     | $493.815,- |
| 2de     | Bryan Devonshire | $271.625,- |
| 3de     | Zachary Hyman    | $149.862,- |
| 4de     | Jason Potter     | $103.030,- |
| 5de     | David Pham       | $93.664,-  |
| 6de     | Jeff DeWitt      | $84.297,-  |

### Foxwoods Poker Classic
- Casino: Foxwoods, Mashantucket, Connecticut
- Buy-in: $10.000,-
- Datum: 4 april t/m 9 april 2008
- Aantal deelnemers: 346
- Totaal prijzengeld: $3.230.014,-
- Aantal uitbetalingen: 40

| Positie | Naam              | Prijs      |
| ------- | ----------------- | ---------- |
| 1ste    | Erik Seidel       | $992.890,- |
| 2de     | Robert Richardson | $558.792,- |
| 3de     | Andrew Barta      | $281.011,- |
| 4de     | Frank Cieri       | $200.261,- |
| 5de     | Adam Katz         | $151.811,- |
| 6de     | Ted Forrest       | $103.360,- |

### WPT Championship
- Casino: Bellagio, Las Vegas
- Buy-in: $25.000,-
- Datum: 19 april t/m 26 april 2008
- Aantal deelnemers: 545
- Totaal prijzengeld: $13.216.250,-
- Aantal uitbetalingen: 100

| Positie | Naam         | Prijs        |
| ------- | ------------ | ------------ |
| 1ste    | David Chiu   | $3.389.140,- |
| 2de     | Gus Hansen   | $1.714.800,- |
| 3de     | John Roveto  | $923.355,-   |
| 4de     | Cory Carroll | $593.645,-   |
| 5de     | Tommy Le     | $395.725,-   |
| 6de     | Jeff King    | $263.815,-   |

WPT seizoen 1 · WPT seizoen 2 · WPT seizoen 3 · WPT seizoen 4 · WPT seizoen 5 · WPT seizoen 6 · WPT seizoen 7 · WPT seizoen 8 · WPT seizoen 9 · WPT seizoen 10 · WPT seizoen 11 · WPT seizoen 12 · WPT seizoen 13 · WPT seizoen 14 · WPT seizoen 15 · WPT seizoen 16 · WPT seizoen 17 · WPT seizoen 18 · WPT seizoen 19